# Fabijo
Fabijo je moško osebno ime.

## Izvor imena
V Sloveniji je ime Fabijo različica imena Fabijan.

## Pogostost imena
Po podatkih Statističnega urada Republike Slovenije je bilo na dan 31. decembra 2007 v Sloveniji število moških oseb z imenom Fabijo: 10.